# Patellapis knysnae
Patellapis knysnae är en biart som först beskrevs av Cockerell 1945.  Patellapis knysnae ingår i släktet Patellapis och familjen vägbin. Inga underarter finns listade i Catalogue of Life.